# Gnamptogenys taivanensis
Gnamptogenys taivanensis é uma espécie de formiga do gênero Gnamptogenys.